# 龙湾隧道
龙湾隧道是温州市域铁路S1线一期工程的三条山岭隧道之一（另两条是大罗山隧道和石坦隧道），位于龙腾路站至科技城站区间，全长约720米，2017年9月19日贯通。2019年1月23日，龙湾隧道随S1线的开通而启用。